# ديف ريس
ديف ريس (بالإنجليزية: Dave Reece)‏ هو لاعب هوكي الجليد أمريكي، ولد في 13 سبتمبر 1948 في تروي في الولايات المتحدة.

## وصلات خارجية
- ديف ريس على موقع دوري الهوكي الوطني (الإنجليزية)
- ديف ريس على موقع قاعة مشاهير الهوكي (لاعب أن.إتش.أل) (الإنجليزية)
- ديف ريس على موقع EliteProspects.com (الإنجليزية)
- ديف ريس على موقع HockeyDB.com (الإنجليزية)
- ديف ريس على موقع Hockey-Reference.com (الإنجليزية)